# 성주 법수사지 당간지주
성주 법수사지 당간지주(法水寺址 幢竿支柱)는 대한민국 경상북도 성주군 수륜면 백운리에 있는 신라의 당간지주이다. 1975년 12월 30일 경상북도의 유형문화재 제87호로 지정되었다.

## 개요
당간지주는 사찰 입구에 설치하는 것으로, 절에 행사나 의식이 있을 때면 이곳에 당이라는 깃발을 걸어둔다. 이 깃발을 꽂는 길쭉한 장대를 당간이라 하며, 당간을 양쪽에서 지탱해 주는 두 돌기둥을 당간지주라 일컫는다. 드물게 당간이 있으나 대부분 두 기둥만 남아있다.
법수사의 옛 터에 자리한 이 당간지주는 직사각형의 돌기둥 2개가 서로 마주 보고 있다. 전체적으로 우아하고 간결하며 단아한 모습으로, 당간지주의 계보 연구에 귀중한 자료가 된다.

## 참고 문헌
- 법수사지당간지주 - 국가유산청 국가유산포털